# Аннаполь (Яроцинський повіт)
Аннаполь (пол. Annapol, нім. Annapol) — село в Польщі, у гміні Яроцин Яроцинського повіту Великопольського воєводства.
Населення — 181 особа (2011).
У 1975-1998 роках село належало до Каліського воєводства.

## Демографія
Демографічна структура станом на 31 березня 2011 року:
|          | Загалом | Допрацездатний вік | Працездатний вік | Постпрацездатний вік |
| -------- | ------- | ------------------ | ---------------- | -------------------- |
| Чоловіки | 88      | 23                 | 52               | 13                   |
| Жінки    | 93      | 26                 | 52               | 15                   |
| Разом    | 181     | 49                 | 104              | 28                   |